# Bernhard Klodt
Bernhard Klodt detto Berni (Gelsenkirchen, 26 ottobre 1926 – Garmisch-Partenkirchen, 23 maggio 1996) è stato un calciatore tedesco di ruolo attaccante, campione del mondo nel 1954 con la Nazionale tedesca occidentale.

## Carriera
Klodt iniziò a giocare con l'Horst-Emscher, squadra della sua città natale, prima di passare nel 1950 allo Schalke 04, con cui vinse un campionato tedesco occidentale e dove chiuse la carriera nel 1962.
Conta 19 presenze e 3 gol con la Nazionale tedesca occidentale, con cui esordì il 22 novembre 1950 contro la Svizzera (1-0).
Fece parte della selezione che vinse i Mondiali nel 1954, dove disputò 2 partite, e di quella giunta quarta nel 1958, dove giocò altre 2 gare.
Con lo Schalke 04 disputò, inoltre, il torneo del 1956 per la Coppa Grasshoppers, segnando un gol nella partita del 3 ottobre.

## Palmarès

### Club
- Campionato tedesco occidentale: 1

Schalke 04: 1957-1958

### Nazionale
- Campionato mondiale: 1

Svizzera 1954